# Асьєр Мартінес
Асьєр Мартінес (22 квітня 2000 , Сісур-Майор, Наварра ) — іспанський легкоатлет, який спеціалізується у бар'єрному бігу, призер чемпіонату світу.

## Основні міжнародні виступи
| Рік                 | Змагання                       | Місце проведення    | Місце               | Дисципліна             | Результат           | Примітки            |
| Представник Іспанія | Представник Іспанія            | Представник Іспанія | Представник Іспанія | Представник Іспанія    | Представник Іспанія | Представник Іспанія |
| ------------------- | ------------------------------ | ------------------- | ------------------- | ---------------------- | ------------------- | ------------------- |
| 2019                | Чемпіонат Європи серед юніорів | Бурос, Швеція       | 8 (пф.)             | 110 метрів з бар'єрами | 14.23               |                     |
| 2021                | Чемпіонат Європи в приміщенні  | Торунь, Польща      | 4                   | 60 метрів з бар'єрами  | 7.60                |                     |
| 2021                | Чемпіонат Європи серед молоді  | Таллінн, Естонія    | 1                   | 110 метрів з бар'єрами | 13.34               |                     |
| 2021                | Олімпійські ігри               | Токіо, Японія       | 6                   | 110 метрів з бар'єрами | 13.22               |                     |
| 2022                | Чемпіонат світу в приміщенні   | Белград, Сербія     | 4                   | 60 метрів з бар'єрами  | 7.57                |                     |
| 2022                | Чемпіонат світу                | Юджин, США          | 3                   | 110 метрів з бар'єрами | 13.17               |                     |